# Kaohsiung Steelers
Il Kaohsiung Steelers (高雄鋼鐵人) è una società cestistica avente sede a Kaohsiung, Taiwan. Fondata nel 2021, gioca in P. League+.

## Storia
Fondati nel 2021, gli Steelers sono una delle sei squadre partecipanti alla P. League+; si uniranno al campionato come squadra di espansione nella seconda stagione insieme ai New Taipei Kings.